# Eurysthea sordida
Eurysthea sordida är en skalbaggsart som först beskrevs av Wilhelm Ferdinand Erichson 1847.  Eurysthea sordida ingår i släktet Eurysthea och familjen långhorningar.
Artens utbredningsområde är Venezuela. Inga underarter finns listade i Catalogue of Life.